# Novo Basquete Brasil de 2016–17
O Novo Basquete Brasil de 2016–17 foi uma competição brasileira de basquete organizada pela Liga Nacional de Basquete. Esta foi a 9.ª edição do campeonato organizado pela LNB, com a chancela da Confederação Brasileira de Basketball, por isso também é chamado de NBB9. O NBB garante vagas para os torneios internacionais, como a Liga das Américas, e a Liga Sul-Americana de Basquete. Neste ano, o campeonato teve como novidade a participação do Vasco da Gama, que estava afastado de competições nacionais há 13 anos.
A equipe do São José não participa pela primeira vez de uma edição do NBB por questões financeiras, dando lugar ao Campo Mourão, vice-campeão da Liga Ouro de 2016.
Também por questões financeiras o Rio Claro desiste da disputa da competição, com isso esta edição conta com 15 times.

## Regulamento
A fórmula de disputa do campeonato segue a mesma da temporada anterior. Os 12 melhores colocados na fase de classificação avançarão às Finais, que seguirá disputada a partir das oitavas de final em playoffs, com os quatro melhores classificados diretamente para as quartas de final, sempre em uma melhor de cinco jogos, inclusive a série Final. Para esta temporada, o formato das séries de playoffs continuará como na temporada anterior, com os confrontos de mata-mata sendo disputados no modelo 1-2-1-1, com os Jogos 2, 3 e 5 sendo realizados na casa da equipe de melhor campanha na fase de classificação. A pior equipe na fase de classificação será rebaixada à Liga Ouro de 2018.

## Participantes
| Equipe            | Cidade          | Estado | Em 2015-16           | Ginásio                                    | Capacidade   | Títulos do NBB (último) |
| ----------------- | --------------- | ------ | -------------------- | ------------------------------------------ | ------------ | ----------------------- |
| Basquete Cearense | Fortaleza       | CE     | 6.º (NBB 2015-16)    | Paulo Sarasate Centro de Formação Olímpica | 8 822 17 000 | 0 (não possui)          |
| Bauru             | Bauru           | SP     | 2.º (NBB 2015-16)    | Panela de Pressão                          | 2 000        | 0 (não possui)          |
| Campo Mourão      | Campo Mourão    | PR     | 2.º (Liga Ouro 2016) | Belin Carolo                               | 4 500        | 0 (não possui)          |
| Caxias do Sul     | Caxias do Sul   | RS     | 11.º (NBB 2015-16)   | Vasco da Gama                              | 1 000        | 0 (não possui)          |
| Flamengo          | Rio de Janeiro  | RJ     | 1.º (NBB 2015-16)    | Tijuca Tênis Clube Rio Arena               | 2 000 18 000 | 5 (2015-16)             |
| Franca            | Franca          | SP     | 9.º (NBB 2015-16)    | Pedrocão                                   | 6 000        | 0 (não possui)          |
| Liga Sorocabana   | Sorocaba        | SP     | 13.º (NBB 2015-16)   | Gualberto Moreira                          | 3 000        | 0 (não possui)          |
| Lobos Brasília    | Brasília        | DF     | 4.º (NBB 2015-16)    | ASCEB Nilson Nelson                        | 1 100 11 397 | 3 (2011-12)             |
| Macaé             | Macaé           | RJ     | 15.º (NBB 2015-16)   | TC Macaé                                   | 2 000        | 0 (não possui)          |
| Minas             | Belo Horizonte  | MG     | 10.º (NBB 2015-16)   | Arena Juscelino Kubitschek                 | 4 000        | 0 (não possui)          |
| Mogi das Cruzes   | Mogi das Cruzes | SP     | 3.º (NBB 2015-16)    | Hugo Ramos                                 | 5 000        | 0 (não possui)          |
| Paulistano        | São Paulo       | SP     | 5.º (NBB 2015-16)    | Antônio Prado Júnior                       | 1 280        | 0 (não possui)          |
| Pinheiros         | São Paulo       | SP     | 7.º (NBB 2015-16)    | Henrique Villaboim                         | 850          | 0 (não possui)          |
| Vasco da Gama     | Rio de Janeiro  | RJ     | 1.º (Liga Ouro 2016) | Vasco da Gama                              | 1 000        | 0 (não possui)          |
| Universo/Vitória  | Salvador        | BA     | 12.º (NBB 2015-16)   | Cajazeiras                                 | 2 060        | 0 (não possui)          |

## Primeira fase

### Classificação
Atualização em 03 de abril 2017.
| Pos | Times             | %    | Pts | J  | V  | D  | PF   | PS   | SP   | Classificação ou rebaixamento   |
| --- | ----------------- | ---- | --- | -- | -- | -- | ---- | ---- | ---- | ------------------------------- |
| 1   | Flamengo          | 75,0 | 49  | 28 | 21 | 7  | 2464 | 2195 | 269  | Classificado para a Fase final  |
| 2   | Mogi das Cruzes   | 71,4 | 48  | 28 | 20 | 8  | 2274 | 2088 | 186  | Classificado para a Fase final  |
| 3   | Franca            | 67,9 | 47  | 28 | 19 | 9  | 2256 | 2199 | 57   | Classificado para a Fase final  |
| 4   | Lobos Brasília    | 67,9 | 47  | 28 | 19 | 9  | 2285 | 2155 | 130  | Classificado para a Fase final  |
| 5   | Bauru             | 64,3 | 46  | 28 | 18 | 10 | 2256 | 2086 | 170  | Classificado para os Playoffs   |
| 6   | Paulistano        | 57,1 | 44  | 28 | 16 | 12 | 2287 | 2146 | 141  | Classificado para os Playoffs   |
| 7   | Universo/Vitória  | 57,1 | 44  | 28 | 16 | 12 | 2130 | 2105 | 25   | Classificado para os Playoffs   |
| 8   | Pinheiros         | 57,1 | 44  | 28 | 16 | 12 | 2275 | 2250 | 25   | Classificado para os Playoffs   |
| 9   | Vasco da Gama     | 50,0 | 42  | 28 | 14 | 14 | 2099 | 2182 | -83  | Classificado para os Playoffs   |
| 10  | Campo Mourão      | 46,4 | 41  | 28 | 13 | 15 | 2140 | 2226 | -86  | Classificado para os Playoffs   |
| 11  | Basquete Cearense | 42,9 | 40  | 28 | 12 | 16 | 2116 | 2184 | -68  | Classificado para os Playoffs   |
| 12  | Macaé             | 28,6 | 36  | 28 | 8  | 20 | 2117 | 2212 | -95  | Classificado para os Playoffs   |
| 13  | Minas             | 25,0 | 35  | 28 | 7  | 21 | 2146 | 2332 | -186 |                                 |
| 14  | Liga Sorocabana   | 21,4 | 34  | 28 | 6  | 22 | 1921 | 2159 | -238 |                                 |
| 15  | Caxias do Sul     | 17,9 | 33  | 28 | 5  | 23 | 2022 | 2269 | -247 | Rebaixado para a Liga Ouro 2018 |

### Confrontos
Para ler a tabela, a linha horizontal representa os jogos da equipe como mandante. A coluna vertical indica os jogos da equipe como visitante.
|                   | CEA   | BAU   | BRA   | CAX   | CMO   | FLA    | FRA    | LSB   | MAC   | MIN     | MOG    | PAU   | PIN   | VAS   | UNI/VIT |
| Basquete Cearense |       | 73-79 | 72-81 | 88-78 | 75-81 | 81-94  | 95-81  | 86-85 | 77-71 | 78-71   | 77-85  | 74-76 | 74-77 | 89-80 | 77-82   |
| Bauru             | 78-72 |       | 62-79 | 82-64 | 83-54 | 97-100 | 89-69  | 87-55 | 84-76 | 75-86   | 80-87  | 78-68 | 74-64 | 82-58 | 83-71   |
| Brasília          | 88-52 | 92-89 |       | 91-82 | 76-78 | 95-83  | 88-92  | 79-77 | 74-72 | 92-79   | 86-75  | 85-76 | 96-80 | 95-72 | 70-78   |
| Caxias do Sul     | 65-74 | 76-74 | 76-81 |       | 69-78 | 80-104 | 95-100 | 59-67 | 87-83 | 66-52   | 80-87  | 80-82 | 93-99 | 78-73 | 69-70   |
| Campo Mourão      | 73-89 | 62-82 | 80-90 | 83-74 |       | 69-90  | 81-83  | 73-78 | 71-68 | 114-105 | 95-94  | 74-92 | 81-83 | 77-82 | 70-64   |
| Flamengo          | 88-94 | 63-72 | 71-77 | 94-60 | 79-69 |        | 80-83  | 81-74 | 85-66 | 108-74  | 96-87  | 81-72 | 96-88 | 94-86 | 98-87   |
| Franca            | 78-82 | 92-85 | 77-70 | 85-66 | 61-42 | 84-85  |        | 90-68 | 86-79 | 75-74   | 82-78  | 78-71 | 99-78 | 67-71 | 81-74   |
| Liga Sorocabana   | 63-65 | 70-84 | 66-73 | 83-70 | 64-74 | 58-90  | 87-66  |       | 73-77 | 63-69   | 60-90  | 71-92 | 64-63 | 74-70 | 62-69   |
| Macaé             | 64-53 | 67-87 | 87-74 | 73-67 | 78-91 | 80-82  | 75-78  | 68-66 |       | 99-65   | 69-90  | 84-96 | 90-92 | 58-69 | 59-67   |
| Minas             | 62-66 | 77-89 | 62-74 | 83-63 | 72-66 | 60-89  | 80-84  | 68-61 | 86-78 |         | 84-104 | 85-96 | 88-94 | 83-85 | 78-82   |
| Mogi              | 92-75 | 89-66 | 84-58 | 73-64 | 74-71 | 57-83  | 82-63  | 81-77 | 69-75 | 87-64   |        | 86-55 | 90-78 | 80-73 | 75-72   |
| Paulistano        | 79-67 | 90-66 | 74-90 | 82-49 | 78-85 | 103-96 | 73-76  | 92-57 | 85-65 | 98-86   | 77-78  |       | 67-74 | 83-86 | 83-66   |
| Pinheiros         | 80-74 | 84-69 | 86-78 | 95-69 | 76-78 | 77-84  | 95-83  | 80-63 | 97-90 | 95-92   | 74-67  | 77-92 |       | 72-81 | 75-79   |
| Vasco da Gama     | 71-69 | 64-90 | 85-76 | 57-76 | 81-91 | 78-77  | 79-77  | 89-66 | 77-76 | 75-87   | 94-70  | 67-82 | 72-70 |       | 60-70   |
| Universo/Vitória  | 82-68 | 84-90 | 88-77 | 76-67 | 86-79 | 87-93  | 77-86  | 74-69 | 84-90 | 76-74   | 60-63  | 85-73 | 67-72 | 73-64 |         |

## Playoffs
Negrito – Vencedor das séries
Itálico – Time com vantagem de mando de quadra

### Confrontos
|  | Oitavas de final (Melhor de 5) | Oitavas de final (Melhor de 5) | Oitavas de final (Melhor de 5) |  |  | Quartas de final (Melhor de 5) | Quartas de final (Melhor de 5) | Quartas de final (Melhor de 5) |   |   | Semifinal (Melhor de 5) | Semifinal (Melhor de 5) | Semifinal (Melhor de 5) |  |  | Final (Melhor de 5) | Final (Melhor de 5) | Final (Melhor de 5) |
|  |                                |                                |                                |  |  |                                |                                |                                |   |   |                         |                         |                         |  |  |                     |                     |                     |
|  |                                |                                |                                |  |  |                                |                                |                                |   |   |                         |                         |                         |  |  |                     |                     |                     |
|  |                                |                                |                                |  |  | 1                              | Flamengo                       | 2                              |   |   |                         |                         |                         |  |  |                     |                     |                     |
|  | 8                              | Pinheiros                      | 3                              |  |  | 8                              | Pinheiros                      | 3                              |   |   |                         |                         |                         |  |  |                     |                     |                     |
|  | 9                              | Vasco da Gama                  | 2                              |  |  |                                |                                |                                |   | 8 | Pinheiros               | 2                       |                         |  |  |                     |                     |                     |
|  |                                |                                |                                |  |  |                                | 5                              | Bauru                          | 3 |   |                         |                         |                         |  |  |                     |                     |                     |
|  |                                |                                |                                |  |  | 4                              | Lobos Brasília                 | 1                              |   |   |                         |                         |                         |  |  |                     |                     |                     |
|  | 5                              | Bauru                          | 3                              |  |  | 5                              | Bauru                          | 3                              |   |   |                         |                         |                         |  |  |                     |                     |                     |
|  | 12                             | Macaé                          | 0                              |  |  |                                |                                |                                |   |   | 5                       | Bauru                   | 3                       |  |  |                     |                     |                     |
|  |                                |                                |                                |  |  |                                | 6                              | Paulistano                     | 2 |   |                         |                         |                         |  |  |                     |                     |                     |
|  |                                |                                |                                |  |  | 2                              | Mogi das Cruzes                | 2                              |   |   |                         |                         |                         |  |  |                     |                     |                     |
|  | 7                              | Universo/Vitória               | 3                              |  |  | 7                              | Universo/Vitória               | 3                              |   |   |                         |                         |                         |  |  |                     |                     |                     |
|  | 10                             | Campo Mourão                   | 2                              |  |  |                                |                                |                                |   | 7 | Universo/Vitória        | 0                       |                         |  |  |                     |                     |                     |
|  |                                |                                |                                |  |  |                                | 6                              | Paulistano                     | 3 |   |                         |                         |                         |  |  |                     |                     |                     |
|  |                                |                                |                                |  |  | 3                              | Franca                         | 2                              |   |   |                         |                         |                         |  |  |                     |                     |                     |
|  | 6                              | Paulistano                     | 3                              |  |  | 6                              | Paulistano                     | 3                              |   |   |                         |                         |                         |  |  |                     |                     |                     |
|  | 11                             | Basquete Cearense              | 2                              |  |  |                                |                                |                                |   |   |                         |                         |                         |  |  |                     |                     |                     |

#### Oitavas de final
| Time 1           | Série | Time 2            | 1º Jogo | 2º Jogo | 3º Jogo | 4º Jogo | 5º Jogo |
| ---------------- | ----- | ----------------- | ------- | ------- | ------- | ------- | ------- |
| Bauru            | 3–0   | Macaé             | 80–70   | 91–79   | 93–83   | –       | –       |
| Paulistano       | 3–2   | Basquete Cearense | 84–87   | 83–75   | 81–85   | 82–67   | 76–72   |
| Universo/Vitória | 3–2   | Campo Mourão      | 85–63   | 82–80   | 72–81   | 66–68   | 73 –60  |
| Pinheiros        | 3–2   | Vasco da Gama     | 83–74   | 80–85   | 81–78   | 75–79   | 93–82   |

#### Quartas de final
| Time 1          | Série | Time 2           | 1º Jogo | 2º Jogo | 3º Jogo | 4º Jogo | 5º Jogo |
| --------------- | ----- | ---------------- | ------- | ------- | ------- | ------- | ------- |
| Flamengo        | 2–3   | Pinheiros        | 96–85   | 83–73   | 79–90   | 98–102  | 75–78   |
| Mogi das Cruzes | 2–3   | Universo/Vitória | 89–83   | 83–87   | 88–69   | 80–82   | 85–95   |
| Franca          | 2–3   | Paulistano       | 65–80   | 92–79   | 66–69   | 105–87  | 67–80   |
| Lobos Brasília  | 1–3   | Bauru            | 88–87   | 73–77   | 76–85   | 78-80   | –       |

#### Semifinal
| Time 1     | Série | Time 2           | 1º Jogo | 2º Jogo | 3º Jogo | 4º Jogo | 5º Jogo |
| ---------- | ----- | ---------------- | ------- | ------- | ------- | ------- | ------- |
| Bauru      | 3–2   | Pinheiros        | 86–98   | 83–89   | 94–77   | 76–72   | 66–60   |
| Paulistano | 3–0   | Universo/Vitória | 93–84   | 82–72   | 70–67   | –       | –       |

#### Final
| Time 1 | Série | Time 2     | 1º Jogo | 2º Jogo | 3º Jogo | 4º Jogo | 5º Jogo |
| ------ | ----- | ---------- | ------- | ------- | ------- | ------- | ------- |
| Bauru  | 3–2   | Paulistano | 78–82   | 74–78   | 90–79   | 81–64   | 92–73   |

## Premiação
| Novo Basquete Brasil 2016-17         |
| ------------------------------------ |
| Bauru Campeão (2° título Brasileiro) |